# Miss World 1969
| Data:                | 22 listopada 1969           |
| Kraj:                | Wielka Brytania             |
| Miasto:              | Londyn                      |
| Gala finałowa:       | Royal Albert Hall           |
| Liczba uczestniczek: | 50                          |
| Zwyciężczyni:        | Eva Rueber-Staier, Austria  |
| Poprzedniczka:       | Penelope Plummer, Australia |
| Następczyni:         | Jennifer Hosten, Grenada    |
| -------------------- | --------------------------- |

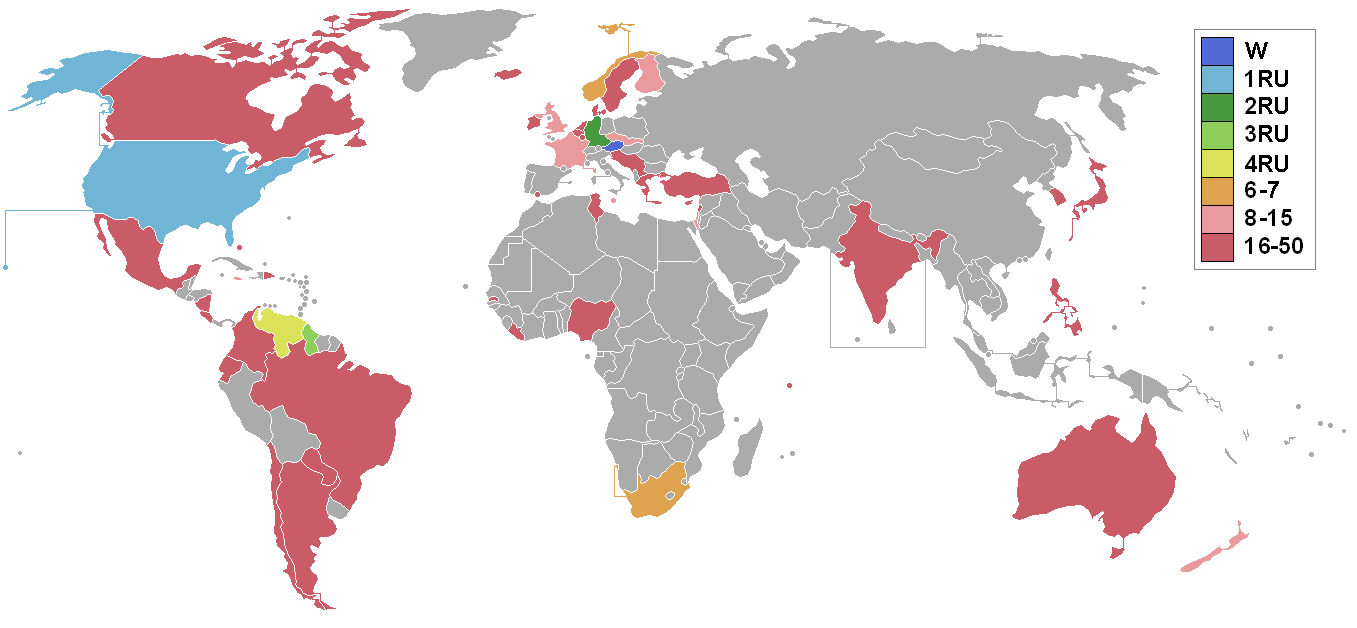
Kraje i terytoria, które wysłały delegacje oraz zajęte miejsce

Miss World 1969 – 19. wybory najpiękniejszej kobiety świata. Gala finałowa miała miejsce 22 listopada 1969 r. w Royal Albert Hall w Londynie. Tytuł Miss World zdobyła Austriaczka Eva Rueber-Staier. W konkursie zadebiutowały Seszele.

## Wyniki
| Wyniki finału   | Uczestniczka/Uczestniczki |
| --------------- | --- |
| Miss World 1969 | - Austria – Eva Rueber-Staier |
| 1. wicemiss     | - Stany Zjednoczone – Gail Renshaw |
| 2. wicemiss     | - RFN – Christa Margraf |
| 3. wicemiss     | - Gujana – Pamela Patricia Lord |
| 4. wicemiss     | - Wenezuela – Marzia Rita Gisela Piazza Suprani |
| Finalistki      | - Południowa Afryka – Linda Meryl Collett - Norwegia – Kjersti Jortun |
| Półfinalistki   | - Czechosłowacja – Marcela Bitnarova - Finlandia – Päivi Ilona Raita - Francja – Suzanne Angly - Izrael – Tehila Selah - Jamajka – Marlyn Elizabeth Taylor - Malta – Mary Brincat - Nowa Zelandia – Carole Robinson - Wielka Brytania – Sheena Drummond |

## Uczestniczki
- Argentyna – Graciela Marino
- Australia – Stefane Meurer
- Austria – Eva Rueber-Staier
- Bahamy – Wanda Pearce
- Belgia – Maud Alin
- Brazylia – Ana Cristina Rodrigues
- Chile – Ana Maria Nazar
- Cypr – Flora Diaouri
- Czechosłowacja – Marcela Bitnarova
- Dania – Jeanne Perfeldt
- Dominikana – Sandra Simone Cabrera Cabral
- Ekwador – Ximena Aulestia Díaz
- Filipiny – Feliza (Liza) Teresa Nuesa Miro
- Finlandia – Päivi Ilona Raita
- Francja – Suzanne Angly
- Gambia – Marie Carayol
- Gibraltar – Marilou Chiappe
- Grecja – Heleni Alexopoulou
- Gujana – Pamela Patricia Lord
- Holandia – Nente van der Vliet
- Indie – Adina Shellim
- Irlandia – Hillary Clarke
- Islandia – Ragnheidur Pétursdóttir
- Izrael – Tehila Selah
- Jamajka – Marlyn Elizabeth Taylor
- Japonia – Emiko Karashima

- Jugosławia – Radmila Zivkovic
- Kanada – Jacquie Perrin
- Kolumbia – Lina Maria Garcia Ogliastri
- Korea Południowa – Kim Seung-hee
- Kostaryka – Damaris Ureña
- Liban – Rola Mayzob
- Liberia – Antionette Coleman
- Luksemburg – Jacqueline Schaeffer
- Malta – Mary Brincat
- Meksyk – Gloria Leticia Hernández Martín del Campo
- RFN – Christa Margraf
- Nigeria – Morenkike Farabidio
- Nikaragua – Carlota Marina Brenes López
- Norwegia – Kjersti Jortun
- Nowa Zelandia – Carole Robinson
- Paragwaj – Blanca Zaldivar
- Południowa Afryka – Linda Meryl Collett
- Seszele – Sylvia Labonte
- Stany Zjednoczone – Gail Renshaw
- Szwajcaria – Astrid Vollenweider
- Szwecja – Ingrid Marie Ahlin
- Tunezja – Zohra Tabania
- Turcja – Sermin Aysin
- Wenezuela – Marzia Rita Gisela Piazza Suprani
- Wielka Brytania – Sheena Drummond

## Notatki dot. państw uczestniczących

### Debiuty
- Seszele

### Powracające państwa i terytoria
Ostatnio uczestniczące w 1959:
- Paragwaj

Ostatnio uczestniczące w 1967:
- Czechosłowacja
- Gambia
- Islandia
- Liban

### Państwa i terytoria rezygnujące
- brak flagi
- Ghana
- Kenia
- Maroko
- Peru
- Tajlandia
- Uganda
- Włochy